# خدا بودن سخت است (فیلم ۲۰۱۳)
خدا بودن سخت است (روسی: Трудно быть богом) یک فیلم علمی–تخیلی روسی به کارگردانی الکسی ژرمن محصول سال ۲۰۱۳ است.
فیلم اقتباسی از رمانی به همین نام، اثر بوریس و آرکادی استروگاتسکی است.
فیلم خدا بودن سخت است برای اولین بار پس از مرگ کارگردانش، آلکسی گرمان در جشنواره بین‌المللی فیلم رم به نمایش گذاشته شد. پسر گرمان در حاشیه این جشنواره، در مراسم بزرگداشت وی گفت که پدرش دین خود را به سینما با ساخت آخرین فیلمش ادا کرد.

## نقد به قلم لوکاس براسیسکیس
امید در عمق تباهی و زیبایی در اوج انزجار
الکسی یورویچ گرمن، که عموماً او را به‌عنوان یکی از بزرگ‌ترین هنرمندان کمال‌گرا میان هم‌دوره‌هایش می‌شناسند، بی‌شک یکی از مهم‌ترین و تأثیرگذارترین چهره‌ها در تاریخ معاصر سینمای روسیه به‌شمار می‌رود.
گرمن، این فیلمساز سازش‌ناپذیر با انبوهی از ایده‌های نوین و خلاقانه، همواره در آثار فلسفی و دقیقش، به آزمون و خطا در باب پتانسیل‌های زیبایی‌شناسانه در سینما پرداخت تا راهی در مواجهه با معضلات روانی و اخلاقی، پارادوکس‌های برآمده از نظام توتالیتر و از بین بردن خاطرات مکدری که از دل آن‌ها برآمده بود، بیابد. این فیلمسازِ روسی، نه تنها به دلیل موانع متعدد ایجاد شده در اثر سانسور شوروی بلکه به خاطر روش کاری خود که منجر به پروسه‌های کُند و طولانی‌مدت می‌شد، تنها توانست پنج فیلم متمایز به لحاظ تماتیک (موضوعی) و استتیک (زیبایی شناسانه) مقابل دوربین ببرد که در بین آن‌ها، می‌توان «خدا بودن سخت است» را شاهکارِ او در نظر گرفت.
اولین اقدام گرمن حتی پیش از آغاز فعالیتش به عنوان کارگردان با فیلم «محاکمه در جاده»، ثبت فیلمنامه‌ای اقتباسی بر اساس رمان مشهور «برادران استروگاتسکی» به نام «خدا بودن سخت است» بود؛ اما با شروع کار بر روی فیلمنامه (با مشورت بوریس استروگاتسکی) در اواخر دهه شصت، وی مجبور شد این پروژه را به دلیل مداخلهٔ دستگاه سانسور سفت و سختِ شوروی در پی وخیم شدن اوضاع سیاسی پس از حمله روسیه به چکسلواکی در سال ۱۹۶۸ رها کند؛ چراکه سازمان نظارت و سانسور این پروژه را از نظر سیاسی نامناسب تشخیص داده بود. حدوداً بیست سال طول کشید تا مجدداً شرایطِ تولید این فیلم مهیا شود، اما این بار به دلیل تغییرات عمده سیاسی که با فروپاشی سیستم کمونیستی شوروی و دموکراتیزه کردنِ روسیه همراه بود و همچنین تردیدهای خودِ گرمن پس از دریافتن این موضوع که فیلمساز دیگری نیز به نام پیتر فلایشمان در آلمان، اقتباسی از همین رمان را ساخته، بار دیگر این پروژه متوقف شد. گرمن مجدداً در سال ۲۰۰۰ به این پروژه بازگشت و تا پایان عمر (سال ۲۰۱۳) بر روی این فیلم کار کرد، اما پیش از اتمام مراحل پایانیِ صداگذاریِ فیلم درگذشت و اعضای خانواده او (همسر و شریک خلاق وی، سوتلانا کارمالیتا و همچنین پسرش، کارگردان سینما، الکسی گرمن جونیور) روند پس از تولیدِ فیلم را نهایی کردند.
الکسی یورویچ گرمندر ظاهر، آنچه که پلات و ساختار داستانی «خدا بودن سخت است» را تشکیل می‌دهد، متمایز با آثار پیشین گرمن است. درحالی‌که تمام فیلم‌های قبلی این فیلمساز در شوروی می‌گذشت، این بار داستان «خدا بودن سخت است» در سیاره‌ای خیالی شبیه به زمین به نام «آرکانار» دنبال می‌شود. جایی که ساکنان آن با شمایلی کاملاً شبیه به انسانِ زمینی، اما در دوره زمانی متفاوتی شبیه به قرون وسطی زندگی می‌کنند. ایفاگر نقشِ شخصیت اصلی فیلم که درواقع مورخ و دانشمندی است که گروهی از اعزامی‌های سیاره زمین جهت بررسی جامعه قرون وسطایی آرکانار را رهبری می‌کند، لئونید یارمولنیک، بازیگر و کمدین مشهور تلویزیون روسیه است. او منشأ زمینی خود را پنهان کرده و هویتی بیگانه تحت عنوان دون روماتا را به خود گرفته‌است؛ فرزند نامشروع گوران (خدای بت‌پرستان) که از دهان او زاییده شده‌است.
ماجرا از این قرار است که اعزام‌شدگان و بازدیدکنندگان زمینی، برای رسیدن به مقصود و هدف خود، مجبورند خودشان را با بربرها وفق دهند و اجازه ندارند از مهارت‌های پیشرفته و دانش برتر خود استفاده کنند؛ چراکه این امر می‌تواند توسعه طبیعی این سیاره را دچار اختلال کند. از طرفی آرکانار توسط یک رژیم اقتدارگرا تحت عنوان «خاکستری‌ها» اداره می‌شود که بر رأس هرم قدرت آن «دون رِبار» تکیه زده‌است. کسی که ارتشی بی‌رحم را برای تقابل با روشنفکران و تحصیل‌کرده‌ها رهبری می‌کند. سرانجام کشته شدن معشوقِ روماتا (آری) به دست خاکستری‌ها، منجر به طغیان روماتا و زیر پا گذاشتن قوانین می‌شود. او بی‌رحمانه اقدام به قتل‌عام ساکنان آرکانار می‌کند تا پس از سقوط خاکستری‌ها، نظامی تحت عنوان «سیاهان» روی کار بیاید که متشکل از گروهی از مذهبیون است. نکتهٔ کنایه‌آمیز و حائز اهمیت این است که سیاهان حتی رویکردی ظالمانه‌تر و متجاوزانه‌تر از نظام قبلی را به اجرا درمی‌آورند.
صحنه‌ای از فیلم خدا بودن سخت است ساختهٔ الکسی گرمن «جایی که خاکستری‌ها به پیروزی دست یابند، سیاهان همیشه در پایان سر می‌رسند.» این جمله‌ای است که روماتا با حالتی خسته و درمانده، در یکی از سکانس‌های پایانی فیلم بر زبان می‌آورد. این جمله را می‌توان تمثیلی از اوضاع سیاسیِ کشور خود فیلمساز (گرمن) تلقی کرد. منتقدان و مفسران مختلفی، سیاره آرکانار را نمادی از اتحاد جماهیر شوروی یا حتی روسیهٔ معاصر معرفی کرده‌اند و چه بسا برخی، کاراکتر دون روماتا را به شخص ولادیمیر پوتین ارتباط می‌دهند. همان‌طور که آنتون دولین اشاره می‌کند، بسیاری بر این عقیده‌اند که طغیان خونین و قتل‌عام نهایی روماتا در پایان فیلم، کنایه‌ای است از عدم امکان تحول یا تغییر وضعیت بدون خونریزی در امور سیاسی روسیه. اما حتی اگر خود گرمن اهمیتِ واقعیت‌های سیاسیِ امروز را در حادثه پایانی و روش اتمام روایتش بپذیرد، بازهم تناقضاتی در رابطه با وقایع معاصر روسیه به چشم می‌خورد که چندان لایه‌های مفهومی فیلم را قابل درک نمی‌سازد. مخصوصاً این‌که جرقهٔ آغاز و تصمیم ساخت این پروژه چیزی حدود نیم‌قرن پیش از روی کار آمدن سیستم فعلی کشور روسیه زده شد.
اما توجه به ابعاد زیبایی‌شناسانهٔ آخرین اثر گرمن (تصاویر ملموس در راستای پرداخت درست شخصیت‌ها، برخوردها و اتفاقات غیرقابل‌پیش‌بینی و موسیقی متن غنی و تأثیرگذار) درست به اندازهٔ داستانِ فیلم (و حتی بیشتر) برای درک آنچه که در فیلم می‌گذرد حائز اهمیت است. همان‌طور که میخائیل ایامپولسکی تأکید می‌کند، برخلاف خوانش‌ها و تفسیرهای متداول از فیلم‌های گرمن، بازسازیِ صرفِ موقعیت‌ها و دوره‌های تاریخی، آن چیزی نیست که کارگردان در فیلم‌های خود به دنبال آن بوده‌است. اگرچه میزان توجه و وسواس شدید گرمن در خلق جزئیات، قاعدتاً منجر به ایجاد حسی رئالیستی و باورپذیر از حضور در دوره‌ای از تاریخِ سپری شده می‌شود اما این «بازسازی» هدف نهایی گرمن نیست. به عبارت دیگر، گرمن به جای تلاش برای نشانه‌گذاری‌های خاص در یک چارچوب محدود، تمام جزئیات اثرش را آغشته به معانی و تفاسیری بی‌حد و مرز می‌کند و همین مسئله سبب می‌شود تا آثار او، از جمله این آخری، به تجربیات منحصربه‌فردی از اداراکِ زمان ذهنی تبدیل شوند؛ بنابراین زمان جاری در «خدا بودن سخت است»، وضعیت گذشته یا آینده را به تصویر نمی‌کشد، بلکه در وضعیت و زمان فعلی پیرامون مسائل روماتا حرکت می‌کند. درواقع گذشته‌ای که روماتا در آن محبوس شده، حالِ حاضرِ اوست و نه تاریخ یا قلمروِ خاطراتِ یک جامعه. روماتا به معنای واقعی کلمه در زمانی است که نسل او قبلاً گذرانده، شاهد بحرانی است که مردم زمین از قبل بر آن غلبه کرده‌اند، اما او مجبور است دوباره این دوران را زندگی کند. درنتیجه مرزهای بین واقعیت و مَجاز، بین معناگرایی و بی‌معنایی، بین تمثیل و حادثه و همچنین بین داستان و مستند به‌طور قابل‌توجهی محو شده‌اند. به صدای زمینه در طول فیلم دقت کنید، صداها و تصاویر به ندرت با یکدیگر هماهنگ‌اند. در بسیاری از صحنه‌ها زمانی که کاراکترها به قاب وارد یا از آن خارج می‌شوند، سطح صدا بدون تغییر باقی می‌ماند و بعضاً مخاطب را در رابطه با منشأ صدا به شک می‌اندازد. یا صدایی که خارج از کادر، در طول فیلم بارها تکرار می‌شود: «یک تنباکو فروش بسیار باهوش در خیابان تنباکو بود که می‌گفت …». علی‌رغم اهمیت ظاهری این جمله، مخاطب هرگز متوجه این موضوع نمی‌شود که «مرد بسیار باهوش» دقیقاً چه گفته و اصلاً چه کسی این جمله را به زبان می‌آورد. این را می‌توان بخشی از تمهیدات زیبایی‌شناسانهٔ فیلم برشمرد که ناخودآگاه قراردادی را بین مخاطب و فیلمساز در طول فیلم شکل می‌دهد مبنی بر آنکه میزان درک مخاطب از آنچه در تصویر در حال رخ دادن است، بسیار محدودتر از درکی است که فیلمساز از حوادث و اتفاقات دارد.
صحنه‌ای از فیلم خدا بودن سخت است ساختهٔ الکسی شخصیت‌هایی که مستقیم به دوربین نگاه می‌کنند نمونه دیگری از روایت فیلم در زمان حال است. (اولین فیلمبردار فیلم، ولادیمیر ایلین، در سال ۲۰۰۶ در اثر بیماری سرطان درگذشت و یوری کلیمنکو جانشین وی شد) این تکنیک که اصطلاحاً آن را «شکستن دیوار چهارم» می‌خوانند، تقریباً در تمام آثار گرمن حضور مستمر دارد. بااین‌حال، برخلاف فیلمی مانند «دوست من، ایوان لاپشین» که در آن فقط به چند شخصیت اجازهٔ این تخطی داده شده بود، در «خدا بودن سخت است» تقریباً تمام کاراکترها به‌طور غیرمنتظره‌ای مستقیماً به لنز نگاه می‌کنند. علاوه بر این، در این فیلم دوربین اغلب از شخصیت‌های اصلی دور می‌شود و زاویهٔ متغیر و غیرمعمولی به خود می‌گیرد که به جای فوکوس بر کاراکتر اصلی بر جزئیاتی نظیر بافت‌ها و اشیاء و پیکرهای ناشناس متمرکز می‌شود. با تمام این تمهیدات، گرمن مخاطب را به درون قابش می‌کشد و مطمئن می‌شود که تماشاگر، تمام انزجار میان گل و لای «آرکانار» را عمیقاً احساس می‌کند. این موضوع، ارتباطی مستقیم بین مخاطب و تصاویر ملموس روی پرده ایجاد می‌کند درحالی‌که همزمان شناسایی رموز داستان را نیز پیچیده‌تر جلوه می‌دهد. حالا رسماً می‌توان ادعا کرد که گرمن با شکستن مکرر دیوار چهارم و برهم زدن ساحت دایجتیک، داستانِ پیش‌ساخته خود را با انبوهی از برخوردها و مواجهاتِ اتفاقی پیوند می‌زند تا یک تشابه ساختاری میان نقطهٔ دید این دوربین سرگردان، کاراکتر روماتا و شخص مؤلف به عنوان کارگردان پدیدآورد (هر سه این موارد در طول فیلم کم‌وبیش حضوری مستمر دارند).
نقل‌قولی از الکسی یورویچ گرمن وجود دارد که می‌گوید: «من هرگز تحت هیچ آموزش و تعلیمی نبوده‌ام و برای هیچ کارگردانی پادویی نکرده‌ام و سرکوفت نشنیده‌ام. من یک غیرحرفه‌ای هستم و این امر موجب شده تا در هر مرحله، دست به اختراع سینمای شخصیِ خود بزنم. نوعی از سینما که مرا ترغیب یا شگفت زده کند، شکلی از سینما که با هرآنچه قبلاً بوده متفاوت است. کاری که هیچ‌کس پیش از من انجام نداده‌است.» «خدا بودن سخت است» اثبات می‌کند که به راستی ابداعی است برآمده از سینمای شخصی کارگردانش. سینمایی مملو از وانموده‌ها؛ سینمایی که تماشاگران باید نسبت به تجربه حسی خود، کمتر به اطلاعاتی که از عملکردها و انگیزه‌های شخصیت‌ها می‌گیرند، اعتماد کنند.
صحنه‌ای از فیلم خدا بودن سخت است ساختهٔ الکسی گرمندنیس هاروی در مقاله‌اش در سال ۲۰۱۵ در مورد فیلم چنین می‌نویسد: «خدا بودن سخت است، تجربه‌ای است بسیار غریب، چالش‌برانگیز، مجلل، جذاب و درعین‌حال زننده و طاقت‌فرسا. غرق شدن در جهنمی قرون وسطایی که به لحاظ بصری حتی چرکین‌تر از «مهر هفتمِ» برگمان یا «شیاطینِ» کن راسل است. دیستوپیایی شبه تاریخی که در آن مایعاتِ بدنی به هر شکل همواره در حال چکیدن، ریختن یا پاشیدن به هر طرف هستند.» استفاده از صفاتی مانند «جذاب» و «زننده» در کنار هم شاید متناقض به نظر بیایند اما در مدیومی که این فیلم خلق می‌کند این‌طور نیست. چه آنکه در بسیاری از نقدها علی‌رغم ستایش از وجوه زیبایی‌شناسانهٔ این فیلم، آن را غیرقابل‌تحمل، خشونت‌آمیز و منزجرکننده توصیف کرده‌اند. به‌عنوان‌مثال، دنیل ویتکین در بخشی از ریویوی خود می‌نویسد «زشتی این فیلم به شکل غیرقابل‌توصیفی به چشم می‌آید، اما تسلط دقیق گرمن در پرداخت جزئیات، از شعله‌های منعکس شده در چشمِ یک گاو مرده گرفته تا مانورهای قطعاً دشواری که حتی پرندگانِ در پرواز را هم دربرمی‌گیرد، فیلم را نفس‌گیر و جذاب نگاه داشته‌است.» یا در جایی دیگر، جاناتان رامنی به نوبه خود اشاره می‌کند که «همان‌قدر که هنگام تماشای فیلم خسته، درهم‌شکسته و مغموم شده، همان‌قدر نیز مسحورِ آن شده‌است.» چنین اظهارنظرهایی از سوی منتقدانِ نشریه‌های مشهور و جوامع سینه‌فیلیایی اینترنتی در سرتاسر جهان، دقیقاً همسو است با هدف گرمن مبنی بر ایجاد یک تجربهٔ زیبایی‌شناسانهٔ ملموس از یک دنیای خیالی. این کارگردان هدف خود را این‌گونه شرح می‌دهد که «بیایید فیلمی بسازیم که رایحه‌ای قوی داشته باشد و دوره قرون وسطی را از روزنه‌ای کوچک طوری نشان دهیم که گویی خودمان در آن زندگی کرده‌ایم.» گرمن همچنین در خلق این جهان چند حسی، از نقاشانی نظیر پیتر بروگل و هیرونیموس بوش نیز تأثیر گرفته‌است. همان‌طور که اوژن ازوانکین می‌نویسد: «فیلمساز سیستم ارجاعِ استادانه و پرجزییاتی ایجاد کرده که شامل بازتولید تعداد زیادی از نقاشی‌ها و اجزای آنهاست و تک‌تک آن‌ها را در آنچه گرمن «تابلوهای الهام» می‌نامد، می‌توان یافت.
به این ترتیب برخی از نماهای گلچین شده و گروتسکی که در فیلم به چشم می‌خورند (مخصوصاً آن‌هایی که شامل جزئیاتی دقیق مانند نوع لباس‌ها و خوراکی‌ها و مبلمان/دکوراسیون هستند)، برگرفته از نقاشی‌های مربوط به قرن پانزدهم تا هفدهم میلادی است.» بااین‌حال، گرمن تنها به بازسازی این نقاشی‌ها اکتفا نکرده و آشکارا تلاش نموده تا آن‌ها را در همان قالب سیال و مخوف اتمسفر فیلم، در میزانسن پیاده کند. این روش کارِ خلاقانه، نشان از علاقهٔ گرمن به ساخت مفهومی سینمایی و تازه از آن نقاشی‌ها و همچنین جان بخشیدن و ملموس جلوه دادن هرچه بیشتر اشیاء روی پرده دارد. علاوه بر این، تأکید فیلمساز بر جنبهٔ جسمانیِ فیگورهای موجود در نقاشی‌ها، کاملاً نشانگر علاقه او به شکنندگی بدن انسان است. قابلیت‌ها و ویژگی‌های مربوط به فیزیک بدن از همان ابتدا مورد توجه گرمن در حوزه فیلمسازی بود اما در آخرین فیلم اوست که تصویر ضعف و شکنندگیِ جسمِ انسان نقش اصلی را ایفا می‌کند. صحنه‌هایی که مجازات‌ها و قتل‌های ظالمانه را به تصویر می‌کشند، در کنار دیگر مظاهر بدنیِ رنج و عذاب انسانی و بدن‌های لرزان و اجساد خونین در فیلم، تماشاگر را در مرز باریک بین مرگ و زندگی قرار می‌دهند.
اثر هیرونیموس بوشبا وجود اینکه استقبال از فیلم نمودی سینوسی داشت اما می‌توان مدعی بود که فیلم به هدف خود رسیده‌است. چراکه مخاطبش را مجبور به فکر کردن در مورد چیزی می‌کند که پیش‌ازاین چندان تمایلی به آن نداشته‌است. همان‌طور که خود کارگردان اظهار می‌کند: «این فیلمی است در باب جستجوی راهی برای خروج در این جهان. راهی برای بریدن، برای نجیب بودن، مشاهده کردن و کمک رساندن و در کل چگونه زندگی کردن. اگر راهی برای خروج نباشد، بدون توجه به آنچه قهرمان فیلم انجام می‌دهد، همه‌چیز به خون منتهی می‌شود. چراکه اگر تو نخواهی کسی را بکشی و تنها مهربان باقی بمانی، هیچ‌چیز در این جهان به سمت بهتر شدن حرکت نخواهد کرد؛ اما اگر بخواهی دست به قتل بزنی، خب…گام اول تغییر آغاز شده، اما با خونی که روی دست‌هایت نقش می‌بندد، تو تبدیل به انسان وحشتناکی خواهی شد.» (راهی برای «خوب» بودن و «خوب» ماندن وجود ندارد)
«خدا بودن سخت است» باورها و ایمان را در هاله‌ای از ابهام و در معرض تغییر قرار می‌دهد و درعین‌حال با تأکید بر اینکه هیچ کاری نمی‌شود برای اجتناب از درد و رنج انجام داد، کسانی را که می‌خواهند روند تغییر در جهتِ بهبود شرایط را تسریع بخشند، خلع سلاح می‌کند. فیلمی در مورد عدم توانایی انسان در تغییر وضعِ موجود که هم انعکاسی است اگزیستانسیال از زندگی انسان و هم تفسیری است مولفانه از دیالکتیک امید و یاس در جوامعی که با رژیم‌های اقتدارگرا و مستبد سر و کار دارند.